# Forêt nationale de Roosevelt
Pour les articles homonymes, voir Roosevelt.
La forêt nationale de Roosevelt, en anglais Roosevelt National Forest, est une forêt nationale américaine située dans le nord du Colorado. Couvrant 3 293 km2, cette aire protégée créée le 22 mai 1902 est gérée par le Service des forêts des États-Unis.